# Гордон, Майкл (режиссёр)
Майкл Го́рдон (англ. Michael Gordon, имя при рождении — Irving Kunin Gordon; 6 сентября 1909 — 29 апреля 1993) — американский кинорежиссёр, более всего известный своими фильмами 1940-50-х годов.
Лучшие картины Гордона отличала «техническая компетентность и безошибочная, умная постановочная работа». Гордон начинал с низкобюджетных криминальных триллеров, а «в конце 1940-х и в начале 1950-х годов создал несколько запоминающихся фильмов нуар, таких как „Паутина“ (1947), „Акт убийства“ (1948) „Леди играет в азартные игры“ (1949) и „Женщина в бегах“ (1950), а также качественных драм, в особенности, „Сирано де Бержерак“ (1950)».
В 1950-е годы Гордон был внесён в голливудский чёрный список, в результате его голливудская карьера распалась на два этапа: до 1951 года, когда он ставил добротные драмы и фильмы нуар, и начиная с 1959 года, когда он ставил преимущественно популярные развлекательные комедии.
За работы в фильмах Гордона трое актёров выдвигались на премию Оскар: Хосе Феррер получил эту награду за главную роль в фильме «Сирано де Бержерак» (1950), а за работу в фильме «Интимный разговор» (1959) исполнительница главной роли Дорис Дэй и исполнительница роли второго плана Тельма Риттер были удостоены номинаций.

## Ранние годы жизни
Гордон родился 6 сентября 1909 года в Балтиморе, штат Мериленд, в еврейской семье среднего класса. Он получил образование в Университете Джонса Хопкинса и в Йельском университете. В 1930-е годы Гордон посещал Драматическую школу Йельского университета вместе с будущим знаменитым кинорежиссёром Элией Казаном.
В 1935-40 годах Гордон работал актёром и режиссёром в прогрессивном нью-йоркском театре Group Theatre, в котором работали такие признанные в будущем мастера, как Казан, актёры Джон Гарфилд и Ли Джей Кобб, драматург Клиффорд Одетс.

## Работа в кино: 1940—1951 годы
В 1940 году Гордон ушёл в кино, где начинал работать в качестве второго режиссёра на студии «Коламбиа», а затем стал монтажёром. Свой первый полнометражный фильм он поставил в 1942 году.
Первыми фильмами Гордона были второстепенные картины категории В, лучшей среди которых была криминальная драма «Одна опасная ночь» (1943) из серии про сыщика по прозвищу Одинокий волк (роль которого исполнял Уоррен Уильям)
К концу 1940-х годов «Гордон перешёл на студию „Юнивёрсал“, где поднялся до фильмов категории А», «добившись успеха с серией плотных мелодрам и картин экшна». Умный фильм нуар «Паутина» (1947) отличался сильным сюжетом и качественной актёрской игрой Эллы Рейнс, Эдмонда О’Брайена, Уильяма Бендикса и Винсента Прайса. В нуаровой драме «Акт убийства» (1948) добропорядочный судья (Фредерик Марч) поставлен в ситуацию, когда для облегчения страданий своей смертельно больной жены, у него остаётся только одно средство — убить её. Драма «За лесами» (1948) была достаточно удачным приквелом успешного фильма Уильяма Уайлера «Лисички» (1941). Поставленный по пьесе Лилиан Хеллман, фильм рассказывал о лицемерии и безжалостности, царящей в семье богатых землевладельцев из южных штатов, главные роли в картине сыграли Фредерик Марч, Дэн Дьюриа, Эдмонд О’Брайен и Энн Блит. Нуар «Леди играет в азартные игры» (1949) предоставил возможность Барбаре Стэнвик проявить своё актёрское мастерство, демонстрируя различные грани эмоционального состояния игроманки. Фильм нуар «Женщина в бегах» (1950) был достаточно удачной вариацией на тему «женщина в опасности» с Айдой Лупино в главной роли. Производственный нуар «Я могу достать это вам по оптовой цене» (1951) предоставил возможность Сьюзен Хейворд сыграть роль безжалостной предпринимательницы в сфере модной одежды. Вестерн «Тайна озера каторжников» (1951) с участием Гленна Форда и Джин Тирни стал редким набегом Гордона на территорию этого жанра.
«Наивысшим достижением Гордона на первом этапе его голливудской карьеры стала постановка фильма „Сирано де Бержерак“ (1950)», по комедии Эдмона Ростана, за исполнение главной роли в котором актёр Хосе Феррер завоевал Оскар.

## Чёрный список Голливуда: 1951—1959 годы
«Карьера Гордона прервалась в период антикоммунистической истерии 1950-х годов, которую возглавлял сенатор Джозеф Маккарти. Из-за того, что в молодости Гордон был связан с несколькими левыми организациями, он был обвинён в коммунистических пристрастиях». «В течение года после триумфа с фильмом „Сирано де Бержерак“ Гордон не мог получить работу. Так как он отказался назвать перед Комиссией по расследованию антиамериканской деятельности имена своих знакомых, поддерживающих коммунистические идеи, он был внесён в чёрный список Голливуда». В итоге, "в течение восьми лет Гордон поставил только один фильм в Австралии «Куда бы она не пошла», а затем вернулся в США, поставив на Бродвее в 1952-56 годах свыше десяти спектаклей.

## Работа в кино: 1959—1970 годы
«Гордон смог вернуться в кино только в конце десятилетия», когда его «пригласил обратно в Голливуд продюсер студии „Юнивёрсал“ Росс Хантер», который хотел, чтобы он поставил «легковесный сексуальный фарс» «Интимный разговор» (1959) с участием Дорис Дэй и Рока Хадсона. Картина стала хитом, некоторые критики считают её одной из его самых популярных и памятных работ режиссёра, а также лучшим фильмом Дэй.
«После этого фильма Гордон снова стал получать работу, однако на этот раз вместо плотных, жёстких и суровых драм, которые принесли ему известность, он сделал поворот на 180 градусов и стал работать над глянцевыми, крупнобюджетными мейнстримовыми комедиями», создавая вымученные и вторичные имитации «Интимного разговора», такие как «Мальчики отправляются гулять» (1962) с Ким Новак и Джеймсом Гарнером, «Я вернулась, дорогой» (1963) с Дорис Дэй и Джеймсом Гарнером и «Очень необычная услуга» (1965) с Роком Хадсоном.
В 1960 году Гордон поставил свой последний криминальный триллер «Портрет в чёрных тонах» с участием Ланы Тёрнер и Энтони Куинна, а в 1966 году — комедийный вестерн «Техас за рекой» (1966) с участием Дина Мартина и Алена Делона.
После завершения своего последнего фильма, религиозной комедии «Как я люблю тебя?» (1970) Гордон перешёл на работу на кафедру театрального искусства Калифорнийского университета в Лос-Анджелесе.

## Личная жизнь
Гордон является дедом по материнской линии актёра Джозефа Гордона-Левитта.
Майкл Гордон умер 29 апреля 1993 года в Лос-Анджелесе.

## Фильмография
- 1942 — Бостонский Блэки едет в Голливуд / Boston Blackie Goes Hollywood
- 1942 — Подпольный агент / Underground Agent
- 1943 — Криминальный доктор / Crime Doctor
- 1943 — Одна опасная ночь / One Dangerous Night
- 1947 — Паутина / The Web
- 1948 — За лесами / Another Part of the Forest
- 1948 — Акт убийства / An Act of Murder
- 1949 — Леди играет в азартные игры / The Lady Gambles
- 1949 — Ещё раз, моя дорогая / Once More, My Darling
- 1950 — Женщина в бегах / Woman in Hiding
- 1950 — Сирано де Бержерак / Cyrano de Bergerac
- 1951 — Я могу достать это вам по оптовой цене / Can Get It for You Wholesale
- 1951 — Тайна озера каторжников / The Secret of Convict Lake
- 1951 — Куда бы она не пошла / Wherever She Goes
- 1959 — Интимный разговор / Pillow Talk
- 1960 — Портрет в чёрных тонах / Portrait in Black
- 1962 — Мальчики отправляются гулять / Boys' Night Out
- 1963 — Я вернулась, дорогой / Move Over, Darling
- 1963 — За любовь или за деньги / For Love or Money
- 1964 — Очень необычная услуга / A Very Special Favor
- 1966 — Техас за рекой / Texas Across the River
- 1970 — Как я тебя люблю? / How Do I Love Thee?